# Saint-Romain-le-Noble
Saint-Romain-le-Noble (okzitanisch: Sant Roman lo Nòble) ist eine französische Gemeinde mit 401 Einwohnern (Stand: 1. Januar 2022) im Département Lot-et-Garonne in der Region Nouvelle-Aquitaine (vor 2016: Aquitanien). Sie gehört zum Arrondissement Agen und zum Kanton Le Sud-Est Agenais. Die Einwohner werden Romaintois genannt.

## Geografie
Die Gemeinde Saint-Romain-le-Noble liegt im Agenais, etwa 13 Kilometer ostsüdöstlich von Agen. Die Garonne begrenzt die Gemeinde im Süden. Umgeben wird Saint-Romain-le-Noble von den Nachbargemeinden Saint-Pierre-de-Clairac im Nordwesten und Norden, Puymirol im Norden und Nordosten, Saint-Urcisse im Osten, Clermont-Soubiran im Südosten, Saint-Sixte im Süden, Saint-Nicolas-de-la-Balerme im Süden und Südwesten, sowie Saint-Jean-de-Thurac im Westen.

## Bevölkerungsentwicklung
| Jahr                       | 1962 | 1968 | 1975 | 1982 | 1990 | 1999 | 2006 | 2013 | 2022 |
| -------------------------- | ---- | ---- | ---- | ---- | ---- | ---- | ---- | ---- | ---- |
| Einwohner                  | 248  | 261  | 243  | 271  | 388  | 416  | 406  | 429  | 401  |
| Quellen: Cassini und INSEE |      |      |      |      |      |      |      |      |      |

## Sehenswürdigkeiten

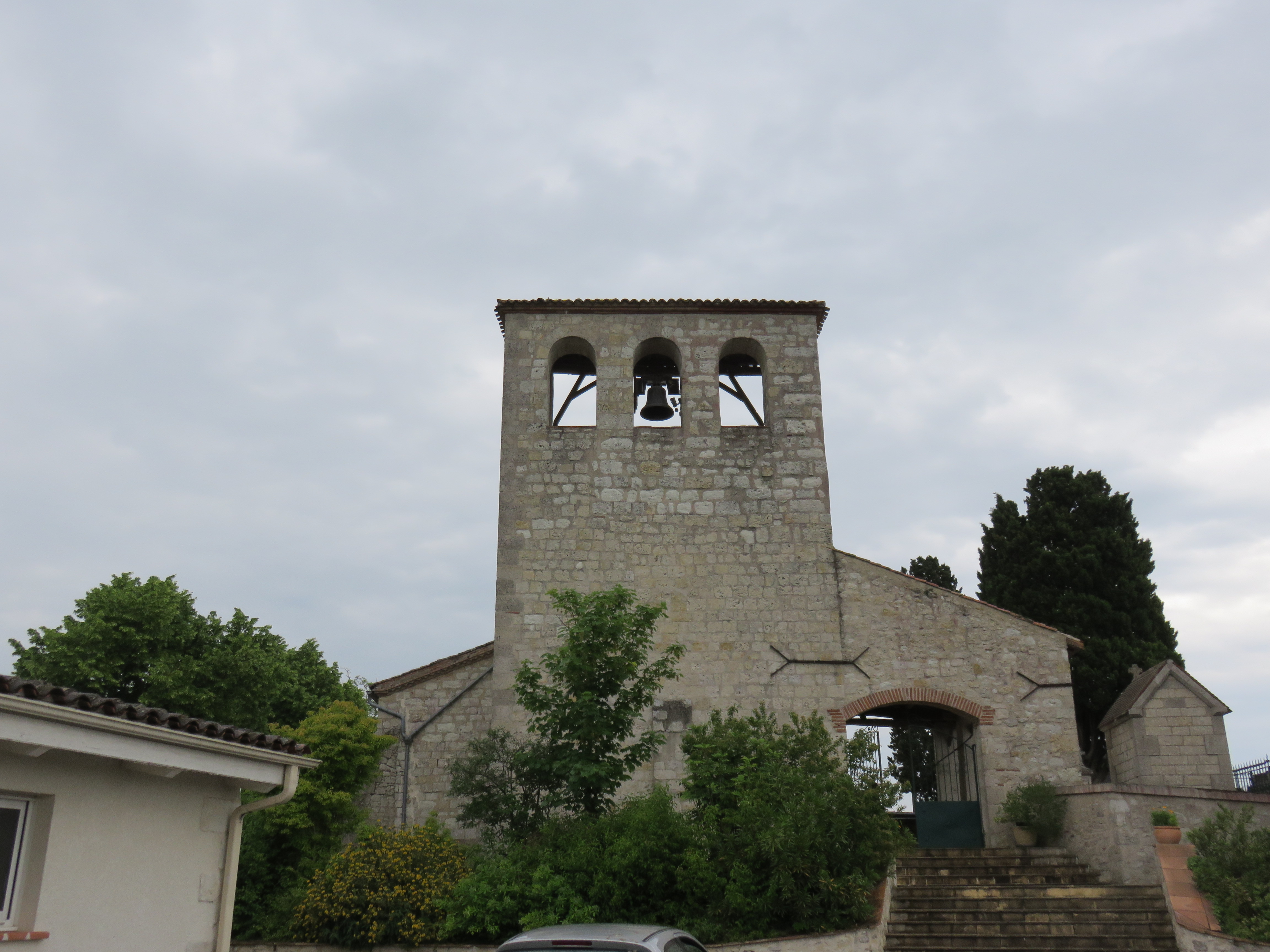
Kirche Saint-Romain
- Schloss Le Goth

- Kirche Saint-Romain